# Gruissan
Gruissan [ɡʁɥisɑ̃]  (en occitan Grussan ) est une commune française située à l'est du département de l'Aude en région Occitanie dans le sud de la France à une quinzaine de kilomètres au sud-est de la ville de Narbonne.
Sur le plan historique et culturel, la commune fait partie du Narbonnais, un pays comprenant Narbonne et sa périphérie, le massif de la Clape et la bande lagunaire des étangs. Exposée à un climat méditerranéen, elle est drainée par le Canal de la Robine, le ruisseau de la Combe de Lavit, le ruisseau du Rec et par divers autres petits cours d'eau. Incluse dans le parc naturel régional de la Narbonnaise en Méditerranée, la commune possède un patrimoine naturel remarquable : les « étangs du Narbonnais », le « massif de la Clape », le « complexe lagunaire de Bages-Sigean » et la « montagne de la Clape » et quatre espaces protégés (le « vallon de la Goutine », « les Auzils », « Sainte-Lucie » et les « étangs littoraux de la Narbonnaise »).
Gruissan est une commune rurale et littorale qui compte 5 068 habitants en 2022, après avoir connu une forte hausse de la population depuis 1975. Elle appartient à l'unité urbaine de Gruissan et fait partie de l'aire d'attraction de Narbonne. Ses habitants sont appelés les Gruissanais ou  Gruissanaises.

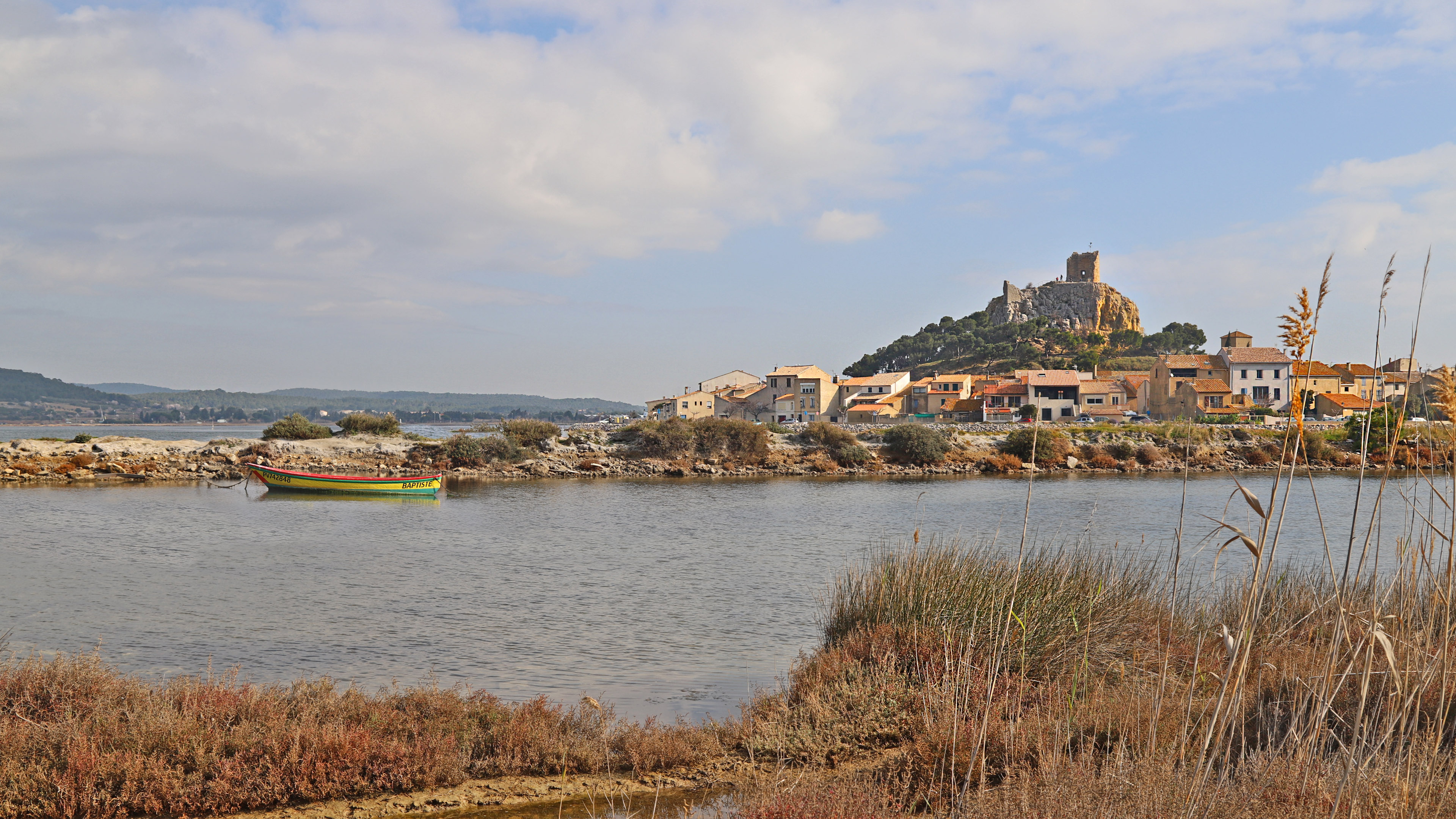
Gruissan vu de l'ouest.

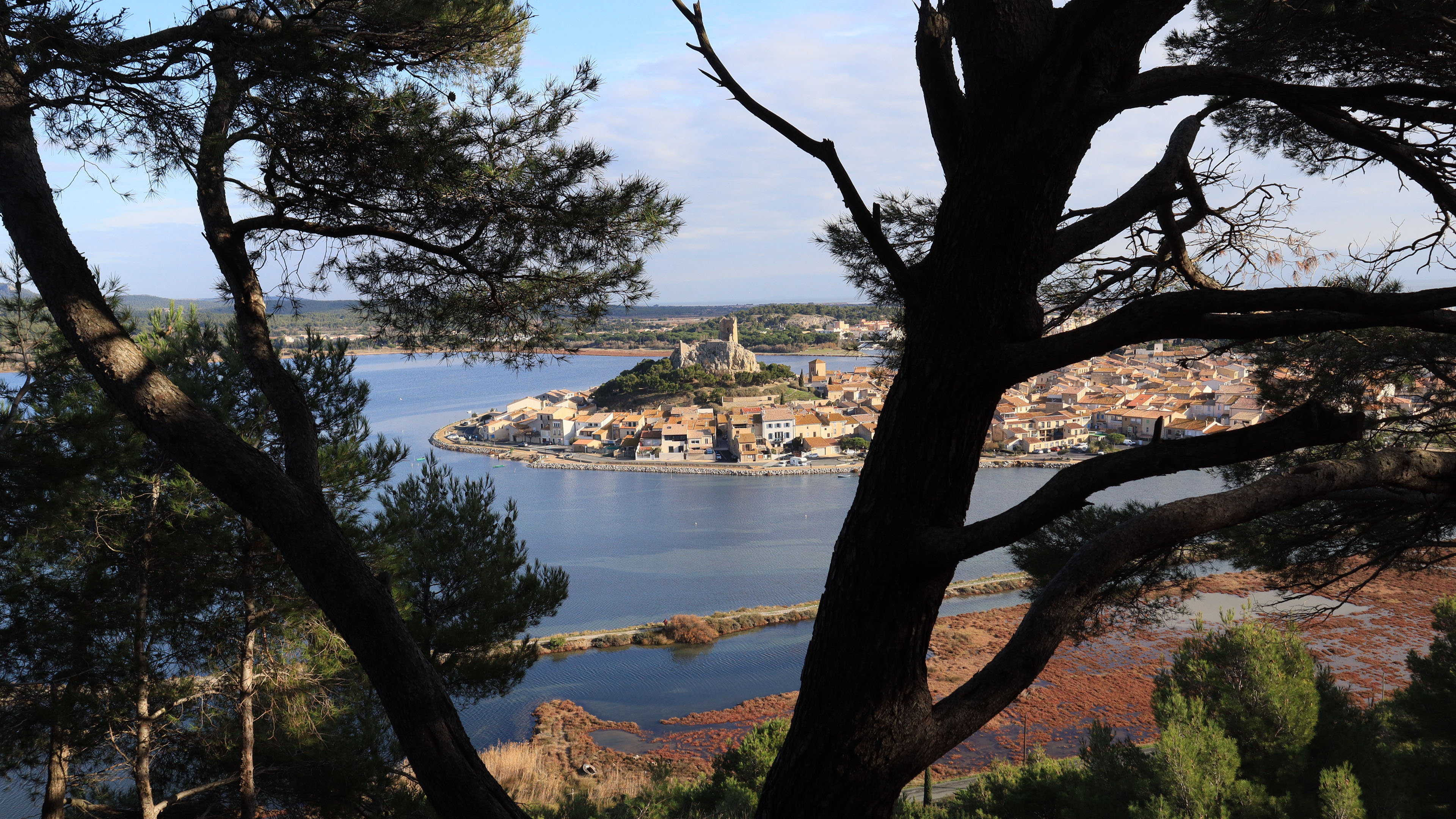
Gruissan vu de l'île Saint-Martin.

## Géographie

### Localisation
Gruissan est une commune, une station balnéaire et un village du golfe du Lion. Elle est située dans l'aire urbaine de Narbonne, entre le massif de la Clape et la mer Méditerranée.

### Communes limitrophes, massif et station balnéaire
| Narbonne           | Narbonne-Plage   | Narbonne-Plage   |
| Massif de la Clape | Gruissan         | Mer Méditerranée |
|                    | Port-la-Nouvelle |                  |

### Hameaux et lieux-dits
Le village, entre l'étang de Gruissan et l'étang du Grazel, est constitué de ruelles circulant autour d'un gros bloc de calcaire sur lequel se situent les restes d'un ancien château, la tour Barberousse. Le village est donc une circulade.
Plusieurs extensions du village sont remarquables : Gruissan-Plage construite sur le lido séparant l'étang du Grazel de la mer, la station balnéaire et son port de plaisance, le village des pêcheurs de l'étang de l'Ayrolle.
L'île Saint-Martin sépare le village des étangs de l'Ayrolle et de Campignol, elle n'abrite que le village des pêcheurs de l'étang de l'Ayrolle sur sa rive sud, quelques domaines viticoles et les marais salants de l'île Saint-Martin à l'est. De même, sur la partie du massif de la Clape située dans la commune, l'habitat se limite à de rares domaines dispersés.

### Géologie et relief
Les roches et les falaises du massif de la Clape au nord de la commune sont essentiellement des calcaires du Crétacé inférieur, présentant les caractéristiques d'un calcaire urgonien. Pour le reste il s'agit d'alluvions récents.

### Faune et flore

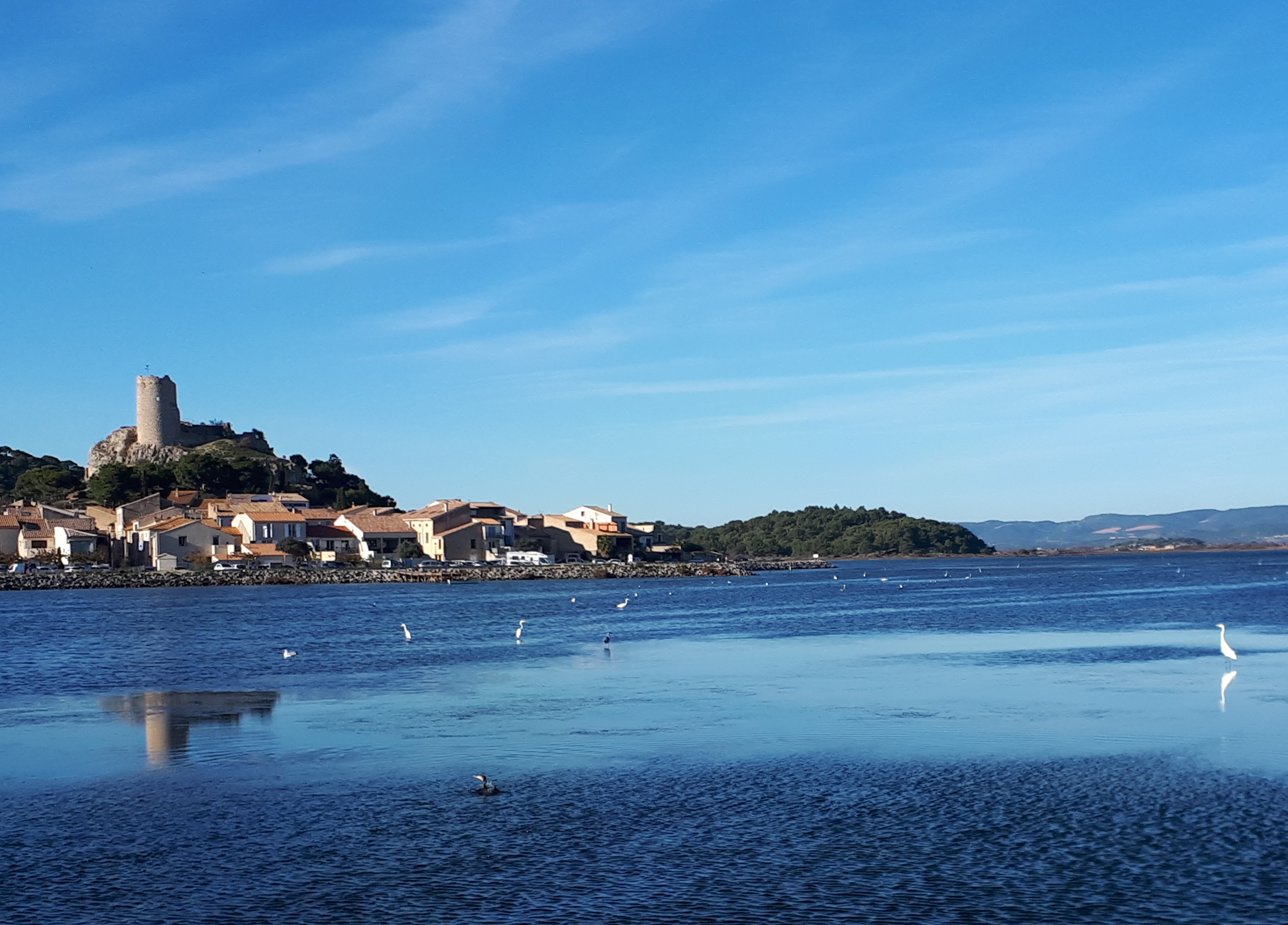
Aigrettes sur l'étang de Gruissan.

La végétation est de type halophile le long du littoral ; à l'intérieur des terres, comme dans le massif de la Clape, règne la garrigue. On y trouve quelques espèces rares et d'autres très rares dont certaines sont endémiques.

### Voies de communication et transports
Gruissan s'ouvre sur le golfe du Lion et la mer Méditerranée. Des routes permettent d'aller directement à Narbonne (est et ouest), ainsi qu'à Narbonne-Plage et Saint-Pierre-la-Mer (nord-est). La commune compte également 21 km de pistes cyclables.
La commune est desservie par les lignes 8 (Narbonne↔Gruissan-Port↔Narbonne-Plage↔Saint-Pierre-la-Mer) et 8 Bis (Narbonne↔Gruissan-Port↔ Gruissan-Plage) des autobus de Narbonne Citibus.

### Hydrographie
La commune est dans la région hydrographique « Côtiers méditerranéens », au sein du bassin hydrographique Rhône-Méditerranée-Corse. Elle est drainée par le canal de la Robine, le ruisseau de la Combe de Lavit, le ruisseau du Rec, le ruisseau de la Combe de Tintaine, le ruisseau de l'Hort Viel, le ruisseau de l'Oeil de Pal, le ruisseau des Colombiers et le ruisseau du Mitron, qui constituent un réseau hydrographique de 19 km de longueur totale,.
Le canal de la Robine, d'une longueur totale de 32,5 km, prend sa source dans la commune de Moussan et s'écoule vers le sud. Il traverse la commune et se jette dans la Berre à Port-la-Nouvelle, après avoir traversé 4 communes.

### Climat
Pour des articles plus généraux, voir Climat de l'Occitanie et Climat de l'Aude.
En 2010, le climat de la commune est de type climat méditerranéen franc, selon une étude s'appuyant sur une série de données couvrant la période 1971-2000. En 2020, Météo-France publie une typologie des climats de la France métropolitaine dans laquelle la commune est exposée à un climat méditerranéen et est dans la région climatique Provence, Languedoc-Roussillon, caractérisée par une pluviométrie faible en été, un très bon ensoleillement (2 600 h/an), un été chaud (21,5 °C), un air très sec en été, sec en toutes saisons, des vents forts (fréquence de 40 à 50 % de vents > 5 m/s) et peu de brouillards.
Pour la période 1971-2000, la température annuelle moyenne est de 15,3 °C, avec  une amplitude thermique annuelle de 15,7 °C. Le cumul annuel moyen de précipitations est de 614 mm, avec 5,3 jours de précipitations en janvier et 2,4 jours en juillet. Pour la période 1991-2020 la température moyenne annuelle observée sur la station météorologique la plus proche, située sur la commune de Narbonne à 11 km à vol d'oiseau, est de 15,3 °C et le cumul annuel moyen de précipitations est de 635,3 mm,. Pour l'avenir, les paramètres climatiques de la commune estimés pour 2050 selon différents scénarios d’émission de gaz à effet de serre sont consultables sur un site dédié publié par Météo-France en novembre 2022.

## Urbanisme

### Typologie
Au 1er janvier 2024, Gruissan est catégorisée bourg rural, selon la nouvelle grille communale de densité à 7 niveaux définie par l'Insee en 2022.
Elle appartient à l'unité urbaine de Gruissan, une unité urbaine monocommunale constituant une ville isolée,. Par ailleurs la commune fait partie de l'aire d'attraction de Narbonne, dont elle est une commune de la couronne,. Cette aire, qui regroupe 71 communes, est catégorisée dans les aires de 50 000 à moins de 200 000 habitants,.
La commune, bordée par la mer Méditerranée, est également une commune littorale au sens de la loi du 3 janvier 1986, dite loi littoral. Des dispositions spécifiques d’urbanisme s’y appliquent dès lors afin de préserver les espaces naturels, les sites, les paysages et l’équilibre écologique du littoral, tel le principe d'inconstructibilité, en dehors des espaces urbanisés, sur la bande littorale des 100 mètres, ou plus si le plan local d’urbanisme le prévoit.

### Occupation des sols
L'occupation des sols de la commune, telle qu'elle ressort de la base de données européenne d’occupation biophysique des sols Corine Land Cover (CLC), est marquée par l'importance des surfaces en eau (30,2 % en 2018), une proportion identique à celle de 1990 (30,2 %).
La répartition détaillée en 2018 est la suivante : eaux maritimes (30,2 %), zones humides côtières (20,5 %), milieux à végétation arbustive et/ou herbacée (13,5 %), cultures permanentes (10,5 %), forêts (9,5 %), espaces ouverts, sans ou avec peu de végétation (4,9 %), zones agricoles hétérogènes (4 %), zones urbanisées (3,4 %), espaces verts artificialisés, non agricoles (1,7 %), zones industrielles ou commerciales et réseaux de communication (1 %), prairies (0,8 %). L'évolution de l’occupation des sols de la commune et de ses infrastructures peut être observée sur les différentes représentations cartographiques du territoire : la carte de Cassini (XVIIIe siècle), la carte d'état-major (1820-1866) et les cartes ou photos aériennes de l'IGN pour la période actuelle (1950 à aujourd'hui).

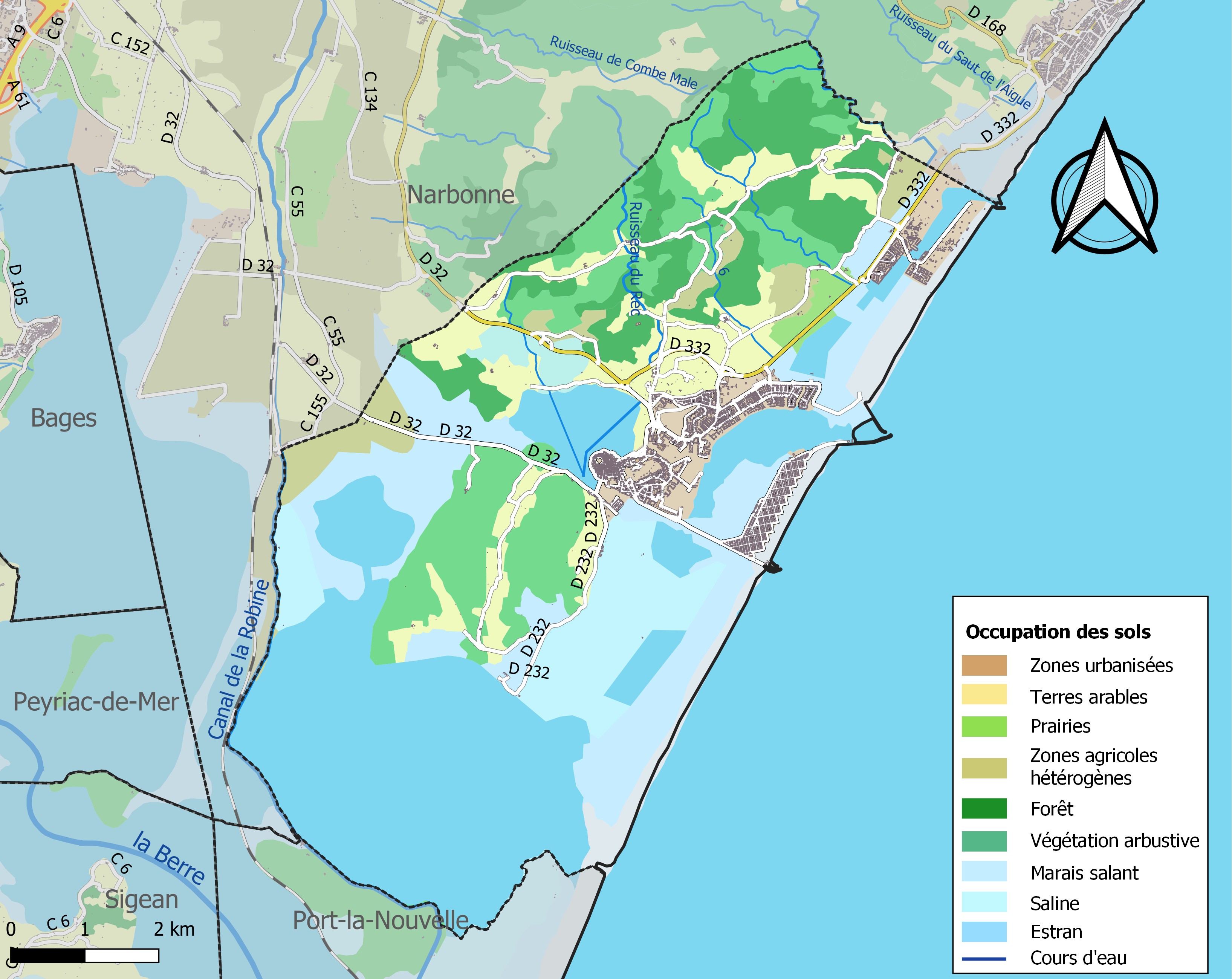
Carte des infrastructures et de l'occupation des sols de la commune en 2018 (CLC).

### Risques majeurs
Le territoire de la commune de Gruissan est vulnérable à différents aléas naturels : météorologiques (tempête, orage, neige, grand froid, canicule ou sécheresse), inondations, feux de forêts et séisme (sismicité faible). Un site publié par le BRGM permet d'évaluer simplement et rapidement les risques d'un bien localisé soit par son adresse soit par le numéro de sa parcelle.
La commune fait partie du territoire à risques importants d'inondation (TRI) de Narbonne, regroupant 18 communes du bassin de vie de l'agglomération narbonnaise, un des 31 TRI qui ont été arrêtés fin 2012 sur le bassin Rhône-Méditerranée, retenu au regard des submersions marines et des débordements des cours d’eau l’Aude, l'Orbieu et la Berre. Des cartes des surfaces inondables ont été établies pour trois scénarios : fréquent (crue de temps de retour de 10 ans à 30 ans), moyen (temps de retour de 100 ans à 300 ans) et extrême (temps de retour de l'ordre de 1 000 ans, qui met en défaut tout système de protection),. La commune a été reconnue en état de catastrophe naturelle au titre des dommages causés par les inondations et coulées de boue survenues en 1982, 1986, 1992, 1993, 1999, 2005, 2009, 2018, 2019 et 2021,.

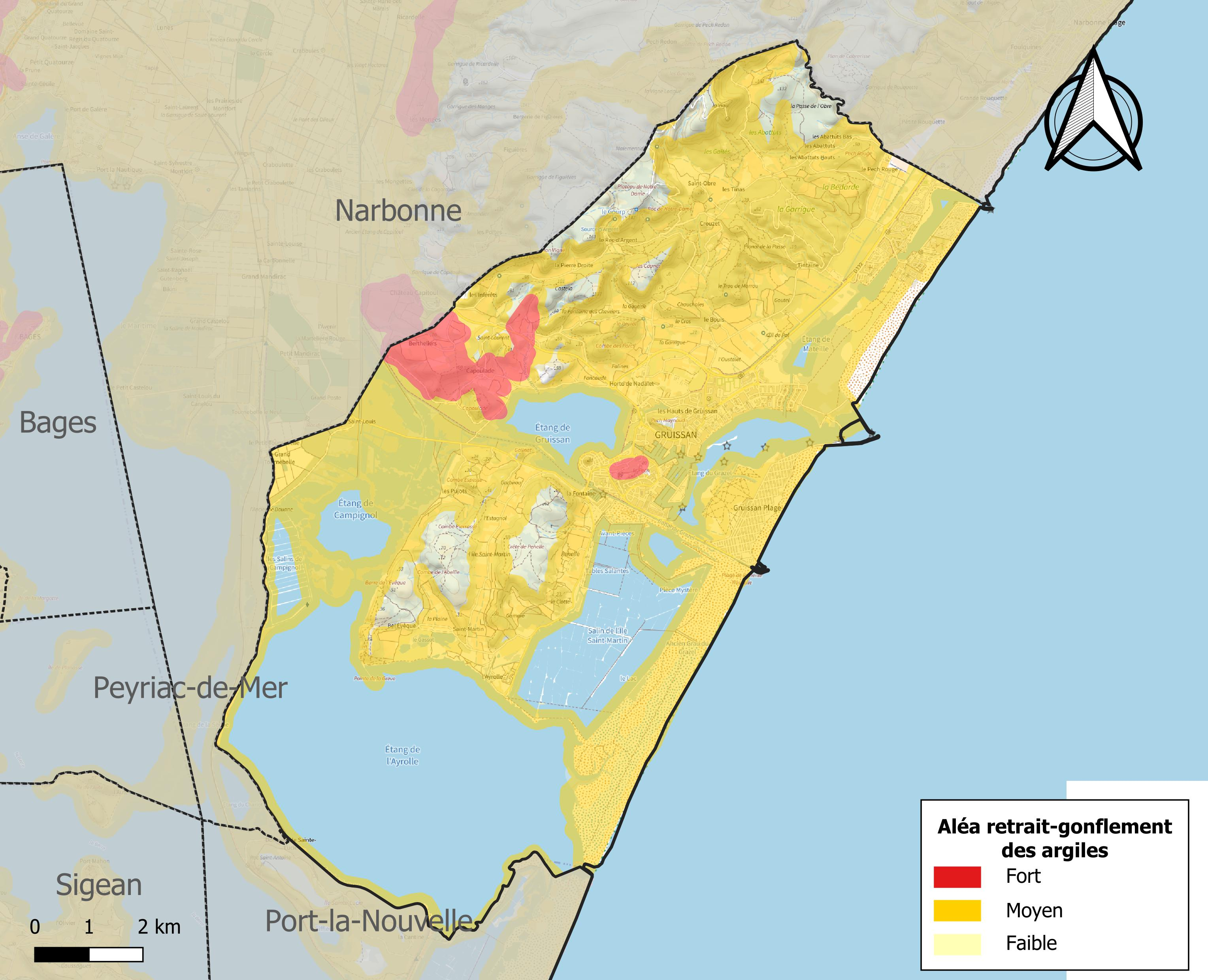
Carte des zones d'aléa retrait-gonflement des sols argileux de Gruissan.

Le retrait-gonflement des sols argileux est susceptible d'engendrer des dommages importants aux bâtiments en cas d’alternance de périodes de sécheresse et de pluie. 65,8 % de la superficie communale est en aléa moyen ou fort (75,2 % au niveau départemental et 48,5 % au niveau national). Sur les 6 140 bâtiments dénombrés sur la commune en 2019, 6097 sont en aléa moyen ou fort, soit 99 %, à comparer aux 94 % au niveau départemental et 54 % au niveau national. Une cartographie de l'exposition du territoire national au retrait gonflement des sols argileux est disponible sur le site du BRGM,.

## Toponymie
Gruissan tire son nom de Grau (« estuaire » ou « chenal » en occitan, du latin « gradus » signifiant « pas, degré » ou plutôt du gallo-roman d'origine gauloise « grauus » signifiant « grève, rivage sablonneux, plage »). Les graus de l'étang de Gruissan, de l'étang de Mateille et de l'étang du Grazel sont situés dans la commune, celui de l'étang de l'Ayrolle, appelé le Grau de la Vieille Nouvelle, sépare la commune de Gruissan de celle de Port-la-Nouvelle au sud. Ces graus expliquent l'absence de route littorale longeant la mer.
Dans l'antiquité, la morphologie des zones côtières était différente, l'estuaire de l'Aude se déversait dans la zone des étangs actuels qui servait d'entrée au port de Narbonne avant son ensablement.

## Histoire
D'importants témoignages d'un habitat préhistorique ont été découverts en 1866 dans la grotte de la Crouzade. Classé monument historique, le site a fait l'objet de nombreuses campagnes de fouilles.
Durant l'Antiquité l'histoire de Gruissan est mal connue. À la place du village actuel n'existait qu'un rocher dépourvu d'habitations et de sources d'eau potable. En revanche, certaines recherches concluent à l'existence de zones portuaires à Tintaine, le Bouis et sur le rivage sud de l'ile Saint-Martin, associées au complexe portuaire de la Narbonne antique, Narbo Martius, l'un des plus grands ports antiques du golfe du Lion. Un accès pour les galères au port de Narbonne passait probablement à proximité du rocher de Gruissan.
À compter du Moyen Âge, l'histoire de Gruissan est intimement liée à l'archevêque de Narbonne, qui était le seigneur de Gruissan et à son château situé sur une butte calcaire qui, à l'époque romaine, émergeait de la mer et constituait un haut lieu de défense stratégique du port de Narbonne.
Toutefois la première mention officielle du château de Gruissan apparaît en 1084 dans un acte signé conjointement par le seigneur de Gruissan et l'archevêque de Narbonne. Durant les XIe siècle et XIIe siècle (Haut Moyen Âge), le château constitue un lieu de protection de la population locale face aux nombreuses incursions de pirates. Durant toute la période du Moyen Âge et de la Renaissance, le château sera successivement agencé et renforcé par les archevêques de Narbonne. Le fort devient une forteresse convoitée et le théâtre de luttes sanglantes durant la Croisade des albigeois au XIIIe siècle, et pendant les guerres de Religion, au XVIe siècle, le château est même pris par les troupes de Montmorency. De ces affrontements, le château et le village ressortent dévastés. L'abandon du château débute au XVIIe siècle sur les ordres de Richelieu et il sert alors de carrière de pierre pour reconstruire le village qui l'entoure, à ses pieds.
Les nombreuses ruines qui subsistent au sommet de la butte sont classées en tant que monument historique en 1948. Restauré et consolidé pour être rendu accessible et mis en valeur, le château est aujourd'hui un lieu très fréquenté par les touristes et il est devenu le symbole du village.
Au XIIIe siècle sept familles se sont installées à Gruissan et leurs descendants y étaient encore au siècle dernier. Les ancêtres des Gruissanais étaient pour la plupart des marins, certains d'entre eux ont été enrôlés au XVIIIe siècle dans la Marine et participèrent à la guerre d'indépendance des États-Unis et plus tard, entre autres, à la campagne d'Égypte.
La fin du XXe siècle marque un nouveau tournant crucial pour Gruissan, avec la construction, dans le cadre de la mission interministérielle d'aménagement touristique du littoral du Languedoc-Roussillon, d'un port de plaisance moderne. Aujourd'hui Gruissan est la principale station balnéaire du département de l'Aude.

## Politique et administration

### Découpage territorial
La commune de Gruissan est membre de l'intercommunalité Le Grand Narbonne, un établissement public de coopération intercommunale (EPCI) à fiscalité propre créé le 26 décembre 2002 dont le siège est à Narbonne. Ce dernier est par ailleurs membre d'autres groupements intercommunaux.
Sur le plan administratif, elle est rattachée à l'arrondissement de Narbonne, au département de l'Aude, en tant que circonscription administrative de l'État, et à la région Occitanie.
Sur le plan électoral, elle dépend du canton de Narbonne-2 pour l'élection des conseillers départementaux, depuis le redécoupage cantonal de 2014 entré en vigueur en 2015, et de la deuxième circonscription de l'Aude  pour les élections législatives, depuis le redécoupage électoral de 1986.

### Liste des maires
En 2010, la commune de Gruissan a été récompensée par le label « Ville Internet @@ ».
En 2010, la commune de Gruissan a été récompensée par le label  « Pavillon bleu d'Europe ».
| Période                                  | Période  | Identité         | Étiquette      | Qualité                                             |
| ---------------------------------------- | -------- | ---------------- | -------------- | --------------------------------------------------- |
| 1910                                     | 1914     | Joseph Camp      | Rad. puis SFIO | Conseiller général du canton de Coursan (1907-1913) |
| mars 1965                                | 1983     | Guy Gimié        | SE             |                                                     |
| mars 1983                                | 1989     | Pierre Salençon  |                |                                                     |
| mars 1989                                | 2001     | Guy Gimié        | SE             |                                                     |
| mars 2001                                | En cours | Didier Codorniou | PS puis PRG    | 1er vice-président du conseil régional d'Occitanie  |
| Les données manquantes sont à compléter. |          |                  |                |                                                     |

### Jumelages
| Gruissan Loro Ciuffenna Saint-Clar |

Depuis plusieurs années, la ville est jumelée avec Loro Ciuffenna, village près de Florence en Italie, ainsi que, depuis 2010, avec Saint-Clar, dans le Gers.
- annuaire des villes jumelées

## Population et société

### Démographie
L'évolution du nombre d'habitants est connue à travers les recensements de la population effectués dans la commune depuis 1793. Pour les communes de moins de 10 000 habitants, une enquête de recensement portant sur toute la population est réalisée tous les cinq ans, les populations de référence des années intermédiaires étant quant à elles estimées par interpolation ou extrapolation. Pour la commune, le premier recensement exhaustif entrant dans le cadre du nouveau dispositif a été réalisé en 2005.

En 2022, la commune comptait 5 068 habitants, en évolution de +1,14 % par rapport à 2016 (Aude : +2,65 %, France hors Mayotte : +2,11 %).
| 1793  | 1800  | 1806  | 1821  | 1831  | 1836  | 1841  | 1846  | 1851  |
| ----- | ----- | ----- | ----- | ----- | ----- | ----- | ----- | ----- |
| 1 715 | 1 708 | 1 817 | 1 932 | 2 329 | 2 505 | 2 683 | 2 641 | 2 861 |

| 1856  | 1861  | 1866  | 1872  | 1876  | 1881  | 1886  | 1891  | 1896  |
| ----- | ----- | ----- | ----- | ----- | ----- | ----- | ----- | ----- |
| 2 841 | 2 829 | 2 801 | 2 664 | 2 568 | 2 342 | 2 525 | 2 531 | 2 127 |

| 1901  | 1906  | 1911  | 1921  | 1926  | 1931  | 1936  | 1946  | 1954  |
| ----- | ----- | ----- | ----- | ----- | ----- | ----- | ----- | ----- |
| 1 819 | 1 721 | 1 651 | 1 824 | 1 863 | 1 890 | 1 802 | 1 199 | 1 231 |

| 1962  | 1968  | 1975  | 1982  | 1990  | 1999  | 2005  | 2006  | 2010  |
| ----- | ----- | ----- | ----- | ----- | ----- | ----- | ----- | ----- |
| 1 200 | 1 258 | 1 269 | 1 594 | 2 170 | 3 061 | 4 267 | 4 268 | 4 676 |

| 2015  | 2020  | 2022  | - | - | - | - | - | - |
| ----- | ----- | ----- | - | - | - | - | - | - |
| 4 996 | 5 131 | 5 068 | - | - | - | - | - | - |

### Manifestations culturelles et festivités
Un bain du nouvel an est organisé chaque année le 1er janvier à 11 h au poste 1. Cet événement est réservé aux courageux qui voudront braver le froid du 1er de l’an. En 2017, Gruissan a pu accueillir la Vuelta, célèbre tour d'Espagne, étape de 201 km ; c'est la seule étape totalement courue en France et en Languedoc. Elle a été retransmise dans 190 pays pour 400 millions de téléspectateurs : ce fut un événement important apprécié notamment pour ses retombées économiques. Toute la journée ont eu lieu des animations gratuites à l'intérieur du parc Vuelta.
Chaque été, Gruissan organise le Beach Rugby à la plage des Chalets, poste 1. Cet événement permet aux passionnés de rugby de le pratiquer, dans un esprit bon enfant. Les tournois sont ouverts à tous et les équipes s'affrontent sur le sable, dans la bonne entente. Tous les niveaux sont disponibles, 72 équipes s'affrontent soit 720 joueurs.

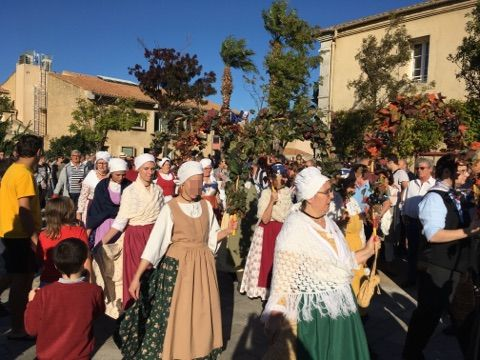
Fête des vendanges à Gruissan.

La Fête des vendanges permet de mettre en avant les viticulteurs des différents domaines proches de Gruissan. À la fin des vendanges, les agriculteurs se retrouvent pour fêter leur dur travail, rendant hommage à la vigne locale. Un cortège d’animation folklorique est présent pendant les festivités. Un tonneau contenant le vin issu des vendanges est apporté par les vignerons dans l'église Notre-Dame-de-l'Assomption pour y être béni. Le cortège entre dans l'église sur l'air du "Se canto" et dépose le tonneau dans la nef. À la fin de la cérémonie religieuse, la procession des vignerons se dirige vers la place Gibert du village. Après un discours en l'honneur des viticulteurs, le maire ouvre le bal sur des airs folkloriques mêlés à ceux de la fanfare du village. Pendant ce temps, les vignerons préparent la fontaine de laquelle s'écoule le vin nouveau qu'ils offrent à la dégustation. Cette fête dure une demi-journée et présente une attractivité particulière pour tous ceux qui aiment la vigne et le vin.
Le 24 novembre 2018, l’association Play mo du sud a organisé « Gruissan joue au Playmobil » en partenariat avec la ville de Gruissan. Cette association propose différentes animations autour de ce jouet comme la personnalisation de personnages et des expositions fantastiques autour des playmobils. Un stand de 200 m2 montre des petits bonshommes.
La fête de la Saint-Pierre, le 29 juin, est un jour sacré pour les pêcheurs de Gruissan. En effet, durant ces festivités une longue procession s'organise, après avoir formé un cortège devant le tribunal des prud'hommes ;  une statue de saint Pierre circule ensuite dans tout le village. Conçu pour les pêcheurs, cet événement permet à tous les amoureux du village d'y participer tout en restant une grande tradition pour les Gruissanais. Une messe est célébrée à Notre-Dame-de-l'Assomption en cette occasion. La Saint-Pierre date du XVIIe siècle et renforce l'identité du village puisque Gruissan est avant tout un village de pêcheurs.

### Festejades
Gruissan accueille pour la 12e édition les Festejades, du 13 au 15 mai 2016. Moment festif et convivial, cette fête met à l'honneur la culture occitane avec des concerts et des animations familiales.
Les Festejades se caractérisent traditionnellement par le port d'une marinière lors des festivités ; c'est une fête à destination des adultes mais également des enfants avec la mise en place d'animations ludiques. Chaque année, de nombreux spectacles animent la fête durant trois jours avec la présence de bodégas (cornemuses), de fanfares et de 350 artistes environ. C'est une fête très populaire qui réunit 50 000 participants ; lors des événements, la sécurité est optimale avec la présence d'une trentaine de gendarmes et de nombreuses caméras de surveillance. Un périmètre de sécurité est établi avec fouille des sacs et interdiction d'avoir sur soi des boissons alcoolisées. Concernant la mobilité, le Grand Narbonne met à disposition un système de bus permettant de rapatrier des personnes de 23 h à 5 h vers Narbonne et les villages alentour.

### Sports
- Defi wind ;

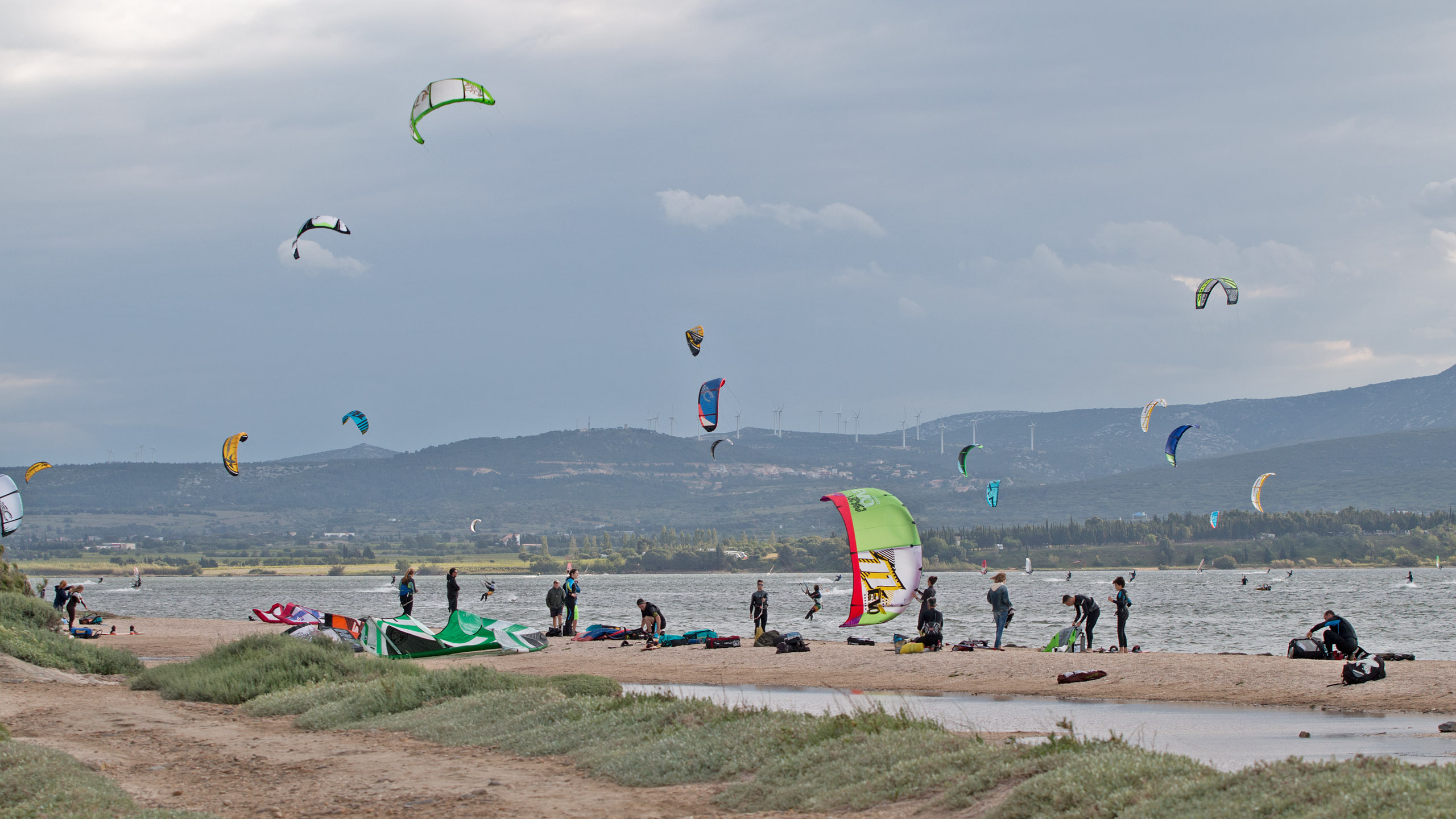
Kite surf.

- Rugby à XV : Gruissan est champion de France de Fédérale 3 saison 2017-2018, l'aviron gruissanais a remporté la finale contre Nantua sur le score de 26 - 7[44]. Le club parvient à monter en Fédérale 1 lors de la saison 2021-2022.
- Tour de France à la voile ;
- Défi Kite surf ;
- Gruissan Phoebus Trail ;
- Gruissan Football Club : club de football de la ville avec des catégories seniors et jeunes.

Cyclisme :
- Tour méditerranéen cycliste professionnel
- Gruissan est ville d'arrivée de la 2e étape du Tour d'Espagne 2017[45].
- La ville est le lieu de la seconde journée de repos du Tour de France 2024 et le départ de la 16e étape.

## Économie

### Revenus
En 2018, la commune compte 3 000 ménages fiscaux, regroupant 5 403 personnes. La médiane du revenu disponible par unité de consommation est de 19 950 € (19 240 € dans le département). 43 % des ménages fiscaux sont imposés (39,9 % dans le département).

### Emploi
|                | 2008   | 2013   | 2018   |
| -------------- | ------ | ------ | ------ |
| Commune        | 12,8 % | 15,8 % | 13 %   |
| Département    | 10,2 % | 12,8 % | 12,6 % |
| France entière | 8,3 %  | 10 %   | 10 %   |

En 2018, la population âgée de 15 à 64 ans s'élève à 2 649 personnes, parmi lesquelles on compte 71,5 % d'actifs (58,5 % ayant un emploi et 13 % de chômeurs) et 28,5 % d'inactifs,. Depuis 2008, le taux de chômage communal (au sens du recensement) des 15-64 ans est supérieur à celui de la France et du département.
La commune fait partie de la couronne de l'aire d'attraction de Narbonne, du fait qu'au moins 15 % des actifs travaillent dans le pôle,. Elle compte 1 420 emplois en 2018, contre 1 323 en 2013 et 1 210 en 2008. Le nombre d'actifs ayant un emploi résidant dans la commune est de 1 597, soit un indicateur de concentration d'emploi de 88,9 % et un taux d'activité parmi les 15 ans ou plus de 43,2 %.
Sur ces 1 597 actifs de 15 ans ou plus ayant un emploi, 826 travaillent dans la commune, soit 52 % des habitants. Pour se rendre au travail, 76,4 % des habitants utilisent un véhicule personnel ou de fonction à quatre roues, 2,6 % les transports en commun, 16 % s'y rendent en deux-roues, à vélo ou à pied et 4,9 % n'ont pas besoin de transport (travail au domicile).

### Activités hors agriculture

#### Secteurs d'activités
845 établissements sont implantés  à Gruissan au 31 décembre 2019. Le tableau ci-dessous en détaille le nombre par secteur d'activité et compare les ratios avec ceux du département,.
| Secteur d'activité                                                                                        | Commune | Commune | Département |
| Secteur d'activité                                                                                        | Nombre  | %       | %           |
| --- | ------- | ------- | ----------- |
| Ensemble                                                                                                  | 845     | 100 %   | (100 %)     |
| Industrie manufacturière, industries extractives et autres                                                | 48      | 5,7 %   | (8,8 %)     |
| Construction                                                                                              | 61      | 7,2 %   | (14 %)      |
| Commerce de gros et de détail, transports, hébergement et restauration                                    | 406     | 48 %    | (32,3 %)    |
| Information et communication                                                                              | 9       | 1,1 %   | (1,6 %)     |
| Activités financières et d'assurance                                                                      | 16      | 1,9 %   | (2,7 %)     |
| Activités immobilières                                                                                    | 54      | 6,4 %   | (5,2 %)     |
| Activités spécialisées, scientifiques et techniques et activités de services administratifs et de soutien | 94      | 11,1 %  | (13,3 %)    |
| Administration publique, enseignement, santé humaine et action sociale                                    | 80      | 9,5 %   | (13,2 %)    |
| Autres activités de services                                                                              | 77      | 9,1 %   | (8,8 %)     |

Le secteur du commerce de gros et de détail, des transports, de l'hébergement et de la restauration est prépondérant sur la commune puisqu'il représente 48 % du nombre total d'établissements de la commune (406 sur les 845 entreprises implantées  à Gruissan), contre 32,3 % au niveau départemental.

#### Entreprises et commerces
Les cinq entreprises ayant leur siège social sur le territoire communal qui génèrent le plus de chiffre d'affaires en 2020 sont : 
- Magane, supermarchés (12 712 k€)
- Casino De Gruissan, organisation de jeux de hasard et d'argent (4 373 k€)
- Pro Food International, commerce de gros (commerce interentreprises) alimentaire non spécialisé (4 107 k€)
- SARL Les Vignerons Gruissanais, commerce de détail de boissons en magasin spécialisé (2 375 k€)
- Bristef SA, supermarchés (1 551 k€)

L'économie gruissanaise est aujourd'hui essentiellement dédiée au tourisme et plus particulièrement durant la saison estivale. Elle cible en particulier les touristes à vélo, notamment ceux qui passent sur l'EuroVelo 8 à proximité, grâce à la voie V833 depuis Narbonne, qui pourrait être prolongée jusqu'à Villeneuve-lès-Béziers. La commune a toutefois pu conserver et moderniser, grâce au tourisme, ses activités traditionnelles telles que la vigne qui bénéficie de l'appellation Vin de pays des Coteaux du littoral audois. La cave coopérative de Gruissan commercialise toute l'année des vins rouges, blancs, et rosés produits par les viticulteurs gruissanais ainsi que des produits locaux et régionaux (huile d'olive, miel de romarin, etc.).
Les activités traditionnelles de pêche et d'ostréiculture se sont maintenues mais dans une moindre mesure.

#### Les salins

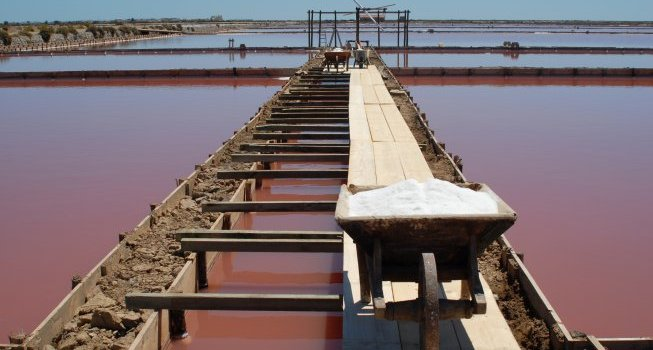
Les salins de Gruissan.

Le sel fut jadis « l'or blanc de Gruissan », cette activité saunière et la production de sel et de fleur de sel reste conservée sur l'étang de l'Ayrolle et l'île Saint-Martin, où se trouve un musée consacré aux salins de Gruissan.
Les salins de l'île Saint Martin, proches du vieux village de Gruissan, se situent entre la Méditerranée et l'étang de l'Ayrolle. En direction de l'île Saint Martin, ce lieu offre encore de nombreux paysages très variés.
Depuis l'Antiquité, Gruissan exploitait déjà ses productions salines, rendant le commerce du sel très important pendant l'époque romaine. La technique de récolte du sel a évolué mais elle est toujours présente à l’heure actuelle.
Le métier de saunier ainsi que le fonctionnement de la récolte du sel sont expliqués à travers des visites guidées au sein du site des salins. Complétée par la visite de l'écomusée, l’histoire de la culture du sel est relatée, en lien étroit avec l’environnement vigneron, autre grand symbole de la culture audoise viticole.

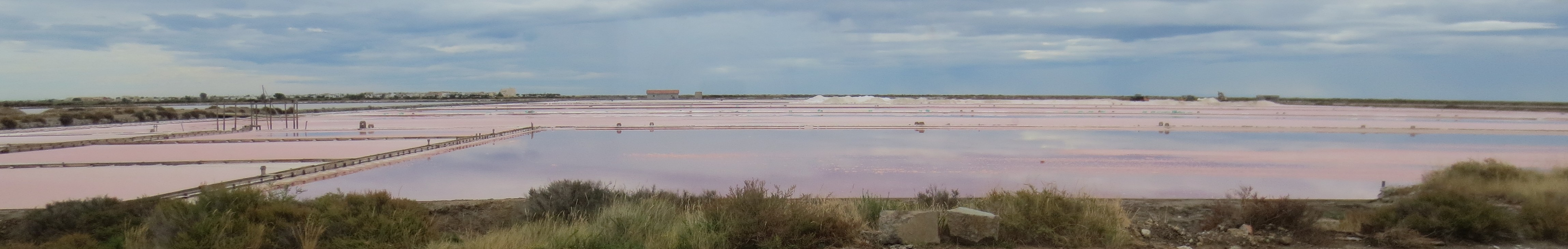
Les salins.

### Agriculture

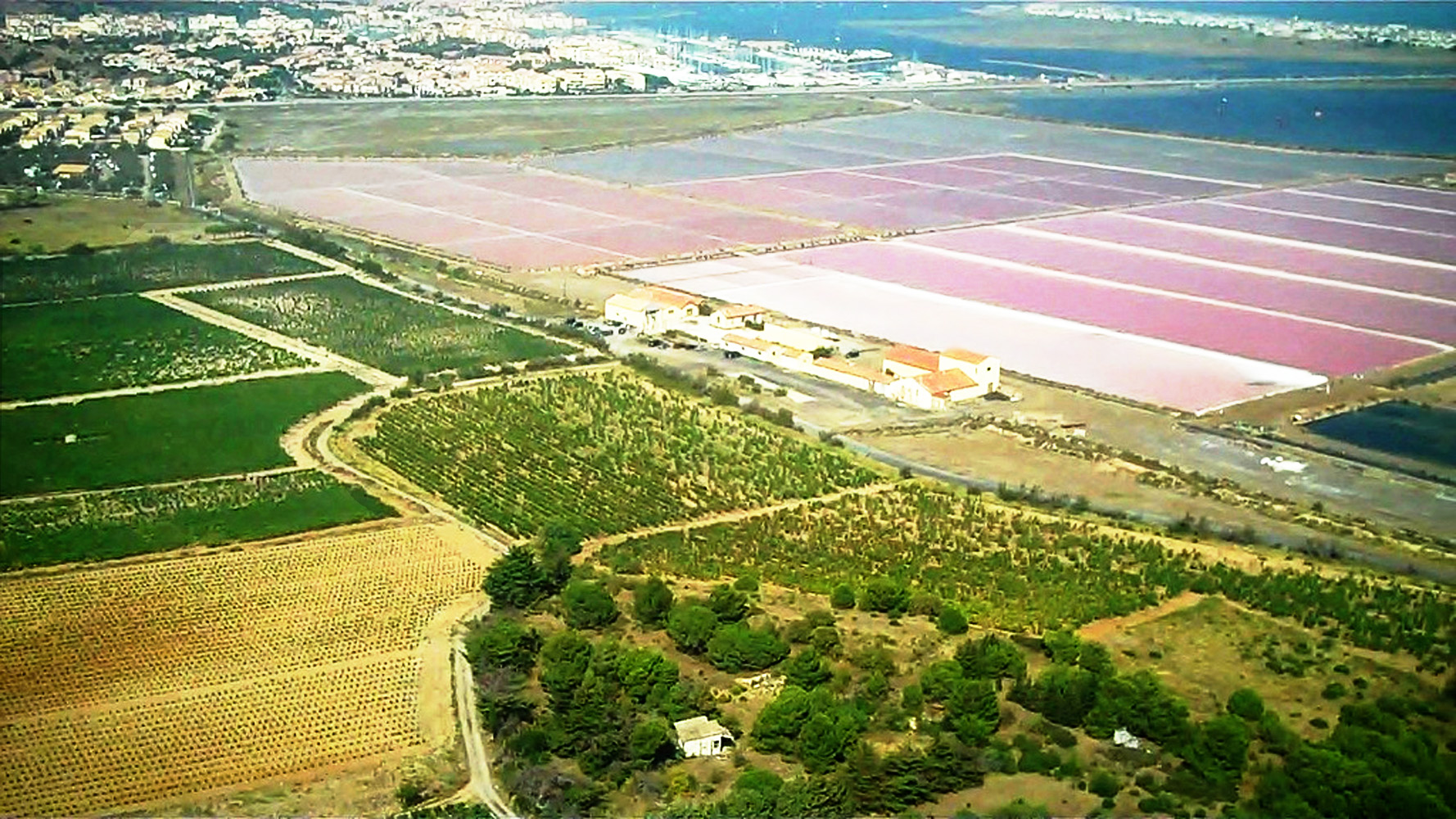
Gruissan, le vignoble et les salins.

La commune est dans le « Narbonnais », une petite région agricole occupant le nord-est du département de l'Aude. En 2020, l'orientation technico-économique de l'agriculture  sur la commune est la viticulture.
|               | 1988 | 2000 | 2010 | 2020 |
| ------------- | ---- | ---- | ---- | ---- |
| Exploitations | 103  | 49   | 47   | 37   |
| SAU (ha)      | 495  | 528  | 467  | 428  |

Le nombre d'exploitations agricoles en activité et ayant leur siège dans la commune est passé de 103 lors du recensement agricole de 1988  à 49 en 2000 puis à 47 en 2010 et enfin à 37 en 2020, soit une baisse de 64 % en 32 ans. Le même mouvement est observé à l'échelle du département qui a perdu pendant cette période 60 % de ses exploitations,. La surface agricole utilisée sur la commune a également diminué, passant de 495 ha en 1988 à 428 ha en 2020. Parallèlement la surface agricole utilisée moyenne par exploitation a augmenté, passant de 5 à 12 ha.

## Culture locale et patrimoine

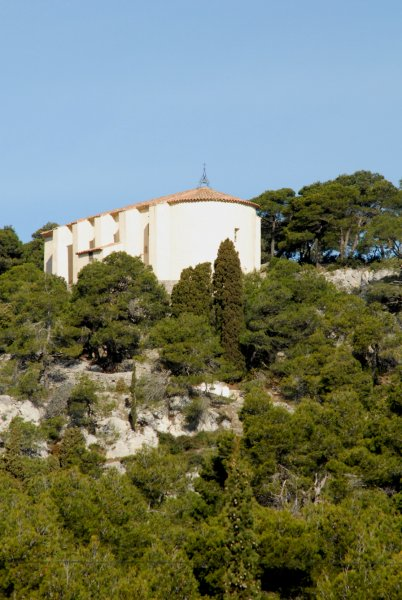
Chapelle Notre-Dame des Auzils.

### Chapelle Notre-Dame des Auzils

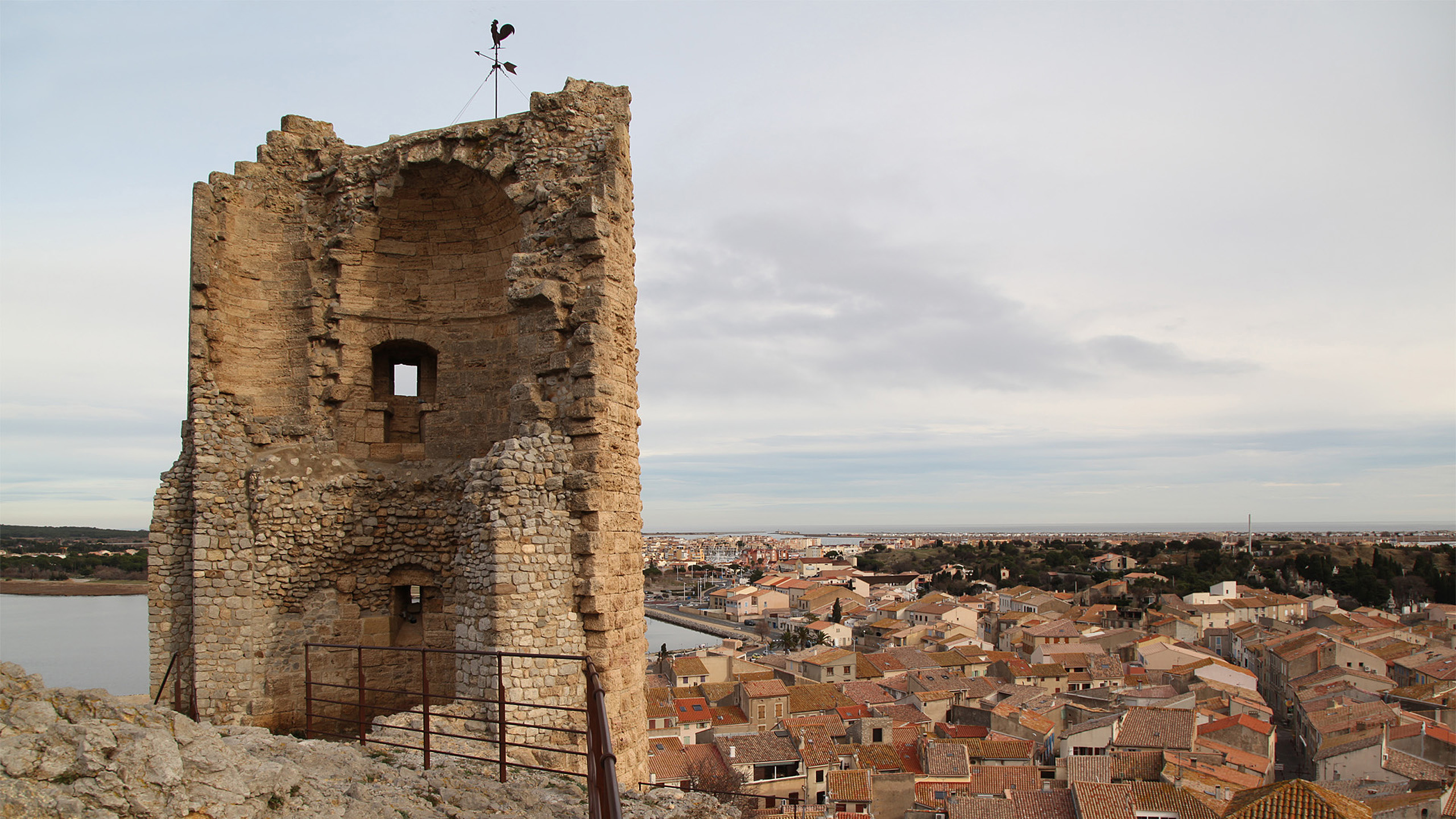
La tour Barberousse.

C'est une chapelle perchée sur un rocher qui surplombe la Clape avec vue sur la mer. Elle a été construite en 1080 par des moines afin d'accueillir les voyageurs qui traversaient le massif de la Clape. Le chœur de l'église a la particularité d’être construit sur le rocher de la grotte Saint-Salvaire.
Une collection de 68 ex-voto de marins contenus dans la chapelle a été classée en 1964. La chapelle a bénéficié de nombreuses rénovations. Il s'agit notamment de la reproduction de nombreux ex-voto de tableaux et maquettes, peints sur les murs selon la technique du trompe-l'œil, à la suite d'un vol survenu en juillet 1967.
Ces ex-voto étaient offerts par les marins rescapés qui, partis en mer, s'étaient retrouvés en péril, ayant pour seul recours d'implorer le Ciel.
L'accès se fait par le cimetière marin situé en contrebas, c'est un chemin bordé de cénotaphes à la mémoire des marins disparus en mer.
Tout au long de l'année, trois pèlerinages ont lieu en direction de la chapelle afin d'honorer les défunts marins originaires de Gruissan : le lundi de Pâques, le lundi de Pentecôte et le jour du 15 août. À l'issue de cette montée, une messe est célébrée dans la chapelle.
La chapelle des Auzils, le cimetière marin et leurs abords sont classés au titre des sites naturels depuis 1974

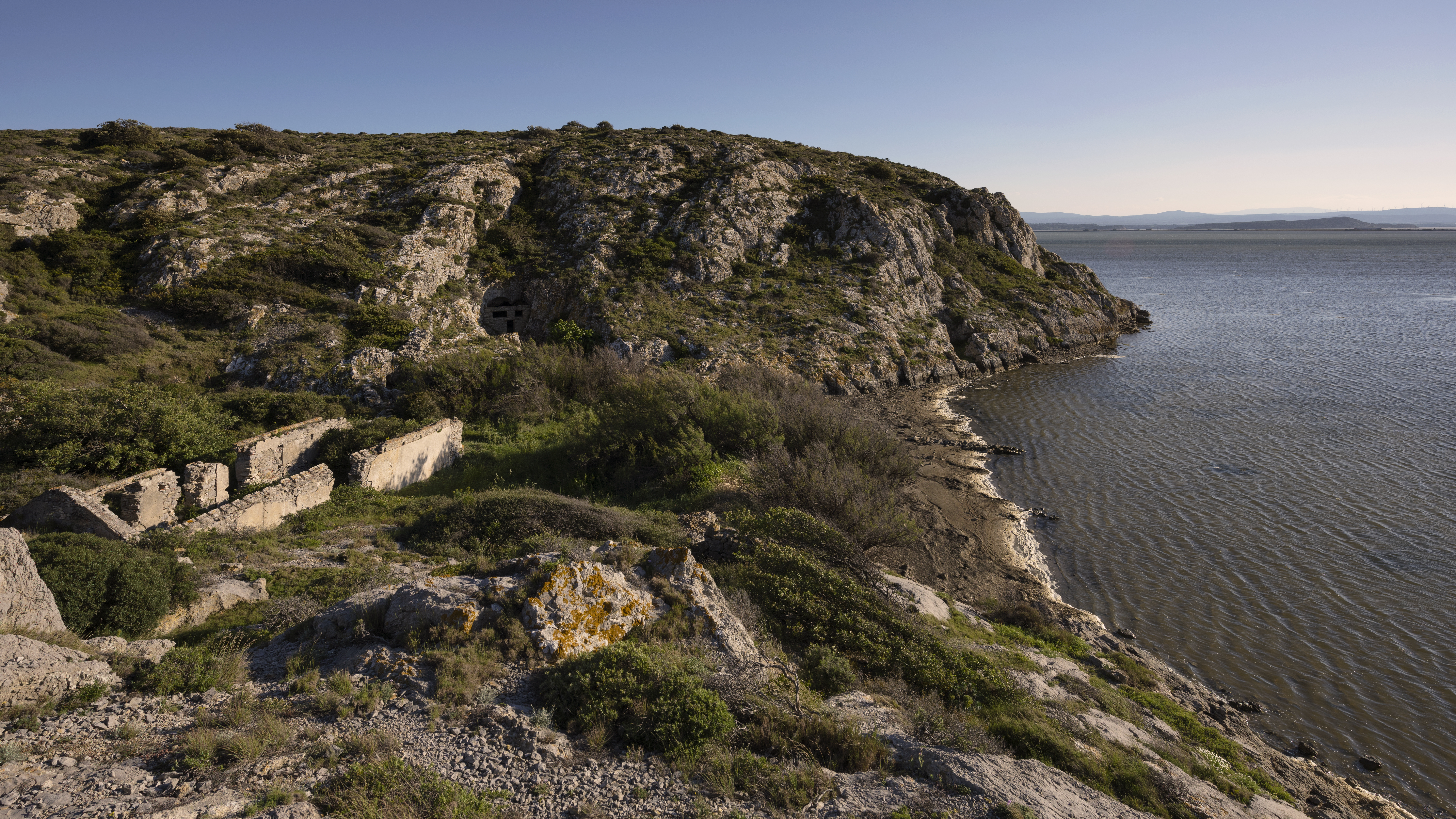
Île Saint-Martin.

### Gruissan-village
- Les rues formant une circulade : le cœur du village de Gruissan date du XIe siècle, il est construit en circulade[54], organisation typique de la région Languedoc ; cette organisation permet la construction de bâtiments autour d'une église ou d'un château fort. Cette disposition fait de Gruissan une cité maritime unique en Occitanie. Les promenades dans la vieille ville atypique permettent de découvrir un art de vivre méditerranéen. Le village dispose en son cœur de nombreux bars, restaurants, boutiques.
- La tour Barberousse (XIIIe siècle) : également appelé tour de Broa[55], cet édifice tient son nom Barberousse du pirate ottoman Khizir Khayr ad-Dîn Barberousse. Le sommet de la tour offre une vue splendide sur la ville ainsi que sur ses alentours.
- L'église paroissiale Notre-Dame-de-l'Assomption avec sa voûte en forme de cale de bateau : cette église est située au pied de la tour Barberousse, c'est un des édifices les plus anciens du village[56]. L'édifice est référencé dans la base Mérimée et à l'Inventaire général région Occitanie[57].
- Le vieux port.
- L'espace patrimonial du Pech des Moulins : cet espace se trouve sur une colline où étaient autrefois implantés cinq moulins avec divers équipements traditionnels comme une capitelle (construction en pierre servant d'abri aux bergers), une noria (une machine permettant de remonter de l'eau à la surface), également un four et un pressoir. Ce lieu offre un panorama sublime sur Gruissan, la Clape et les étangs[58].
- Le marché : un marché se déroule toute l'année place Gibert de 8 h à 13 h le lundi, le mercredi et le samedi[59].

### Gruissan-Les Chalets
Les chalets en bois sur pilotis construits à l'origine sur la plage même sont une particularité de Gruissan. Ils ont été rendus célèbres par le film de Jean-Jacques Beineix : 37°2 le matin, tiré du roman éponyme de Philippe Djian.

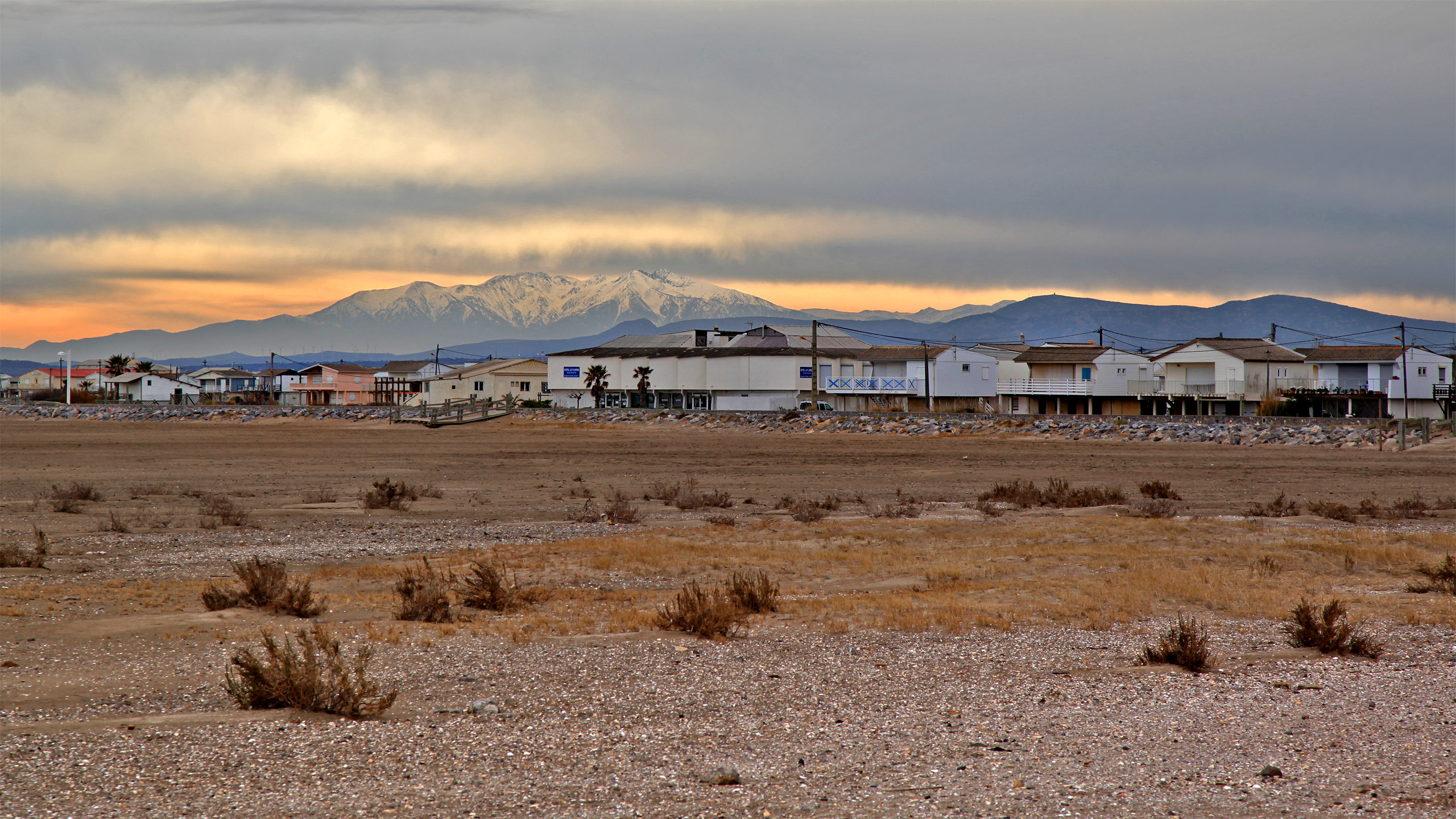
Les chalets de Gruissan.
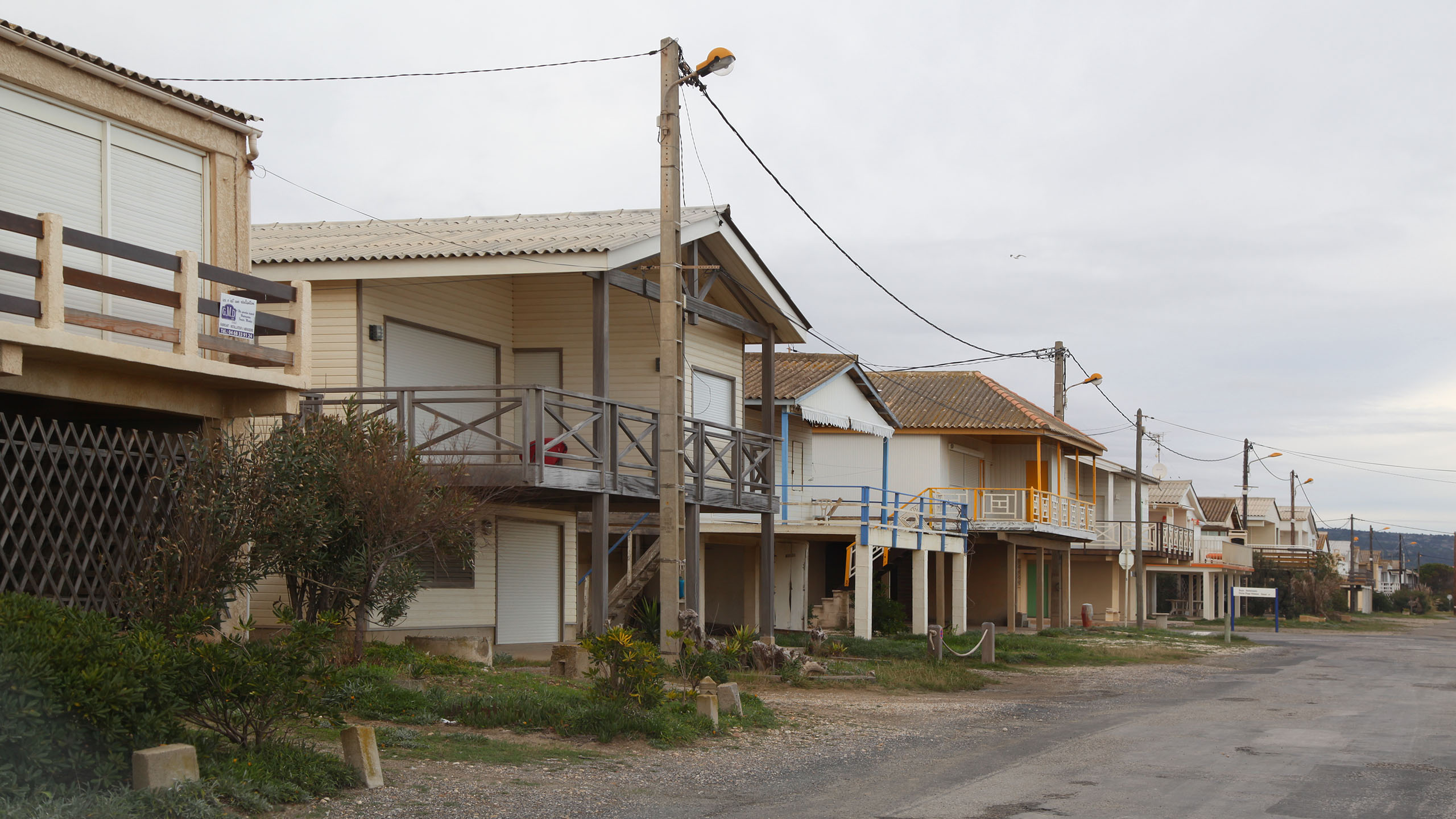
Les chalets « anciens ».
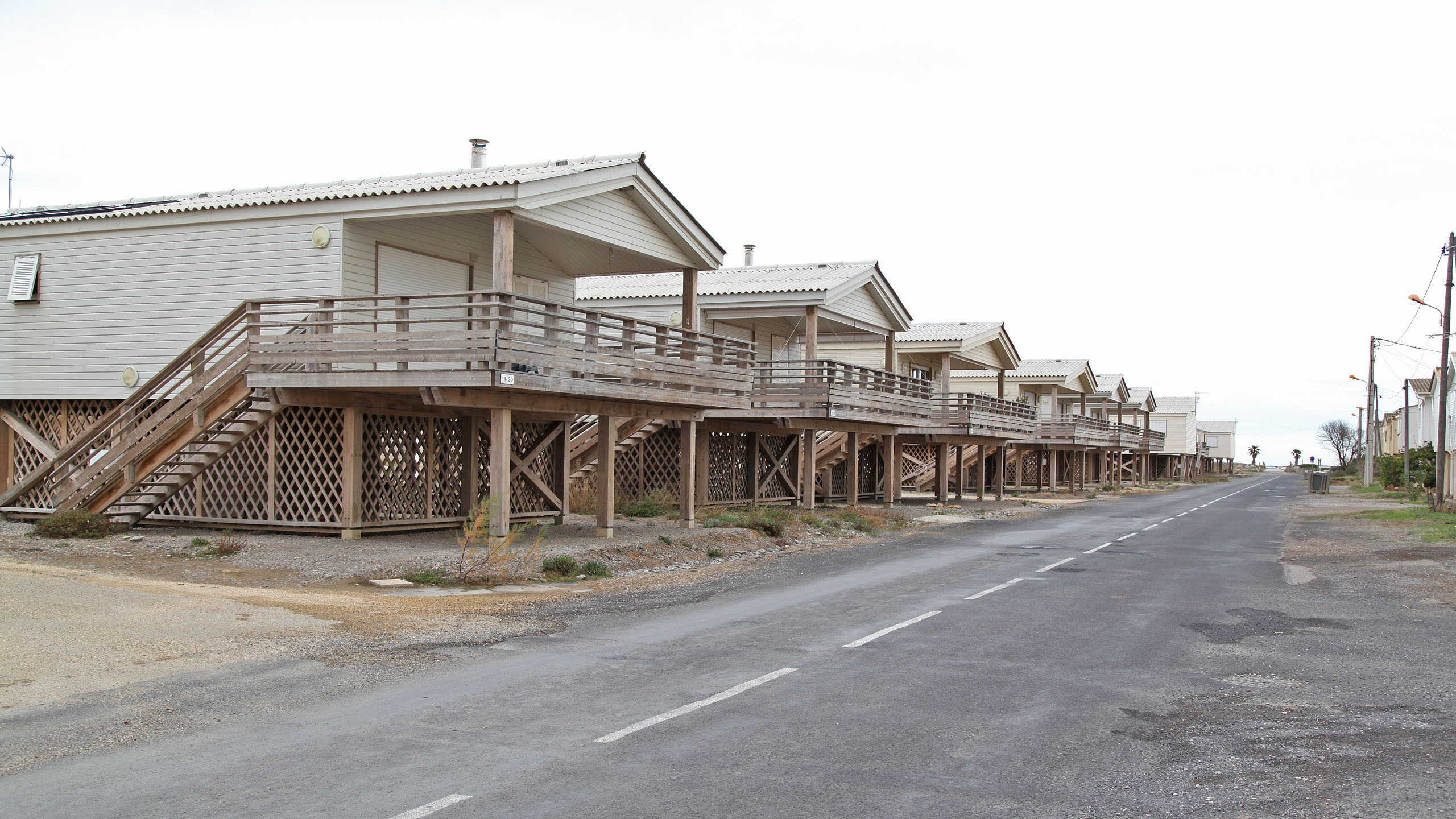
Les nouveaux chalets.
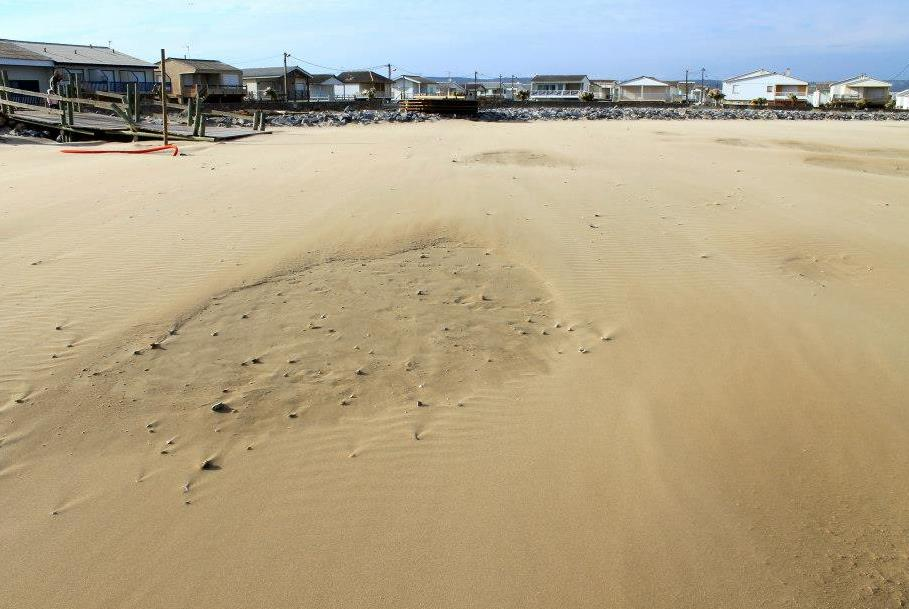
Plage des chalets.

#### Fin duXIXeet début duXXe
Quelques familles de Narbonne et des alentours, avant les vendanges, venaient avec une charrette tendue de toiles (les bourounes) et s’installaient sur la plage pour quelques jours. Mais les tempêtes, les coups de mer des hivers mettaient à rude épreuve ces constructions sommaires, les emportant régulièrement. Les bâtiments sur pilotis résistent mieux et se pérennisent au fil des ans ; ils sont occupés durant l’été.
- Gare de Gruissan-Tournebelle (fermée).

#### Années 1920
Gruissan-Plage connaît un développement important ; on observe un phénomène de « cabanisation » sur la plage. La commune rachète à l’État, en 1923, les lais de la mer (ce que la mer couvre en hiver et découvre en été). La commune percevant une taxe pour la jouissance des chalets (une des premières taxes de séjour) décide en 1928 de bâtir, sur un terrain non inondable, un lotissement de 57 lots et passe les premiers contrats sous forme de location. Le confort est rudimentaire et le ravitaillement en vivres et en eau douce se fait chaque fin de semaine avec le retour des hommes et leurs charrettes.

#### Années 1930
Estivants et Gruissanais parlent de « la station » et la désignent sous ce nom désormais connu : Gruissan-Plage. Les locaux profitent des vertus liées aux bains de mer, en vogue à cette époque. Le photographe Claude Fagedet disait : « L’eau de mer et le sable remplaçant savon et détergent pour se laver le corps et faire la vaisselle ».

#### L'après-guerre
Gruissan-Plage à l'après-guerre voit l'intervention de l’urbaniste-architecte Fagard qui propose une implantation nouvelle des constructions en les disposant en quinconce, à 45° par rapport à la ligne de bord de mer, ménageant ainsi le maximum de vue sur la Méditerranée. En 1947, la commune au titre des dommages de guerre peut envisager la reconstruction des chalets.
Le plan de la station est établi par un urbaniste de Paris, R. Coquerel, qui justifie et énonce les principes de disposition permettant une meilleure orientation des pièces d'habitation. « Le vent prédominant nord-ouest ou Cers représente 66 % de la totalité des vents, et la plage n'est protégée par aucun accident de terrain » et il faut aussi tenir compte de l'orientation ouest qui occasionne de très fortes chaleurs. « Des constructions dont une diagonale serait orientée N.O – S.E. répondraient au mieux à ces conditions ». Les rangées de chalets situés en deuxième et troisième rangs ont ainsi une vue sur la mer et la plage. « Les dents de scie » (principe cher à l’architecte Le Corbusier) allongent la longueur du front de mer et permettent aussi sa protection.
La moitié des chalets de Gruissan ont été construits par une société haute-savoyarde, la société Pécou. Préfabriqués en Haute-Savoie, ils ont été ensuite assemblés sur place. Ils étaient entièrement en bois, sauf les ferrures des volets, bois à petites sections assemblées pour obtenir les portées, ces chalets se révéleront être les plus durables des chalets construits. En 1982, il y en avait encore 700 sur le site.
À partir des années 1950, les chalets ne sont plus adaptés au confort moderne, ils n'ont ni eau, ni lumière et sont équipés d’une cuisine pour seule commodité. Les WC sont communs et installés près des parkings rejetés en arrière de la plage. Quelques commerces alimentaires durant la saison estivale et cinq cafés-restaurants animent la station. L'eau potable et l'électricité n'arrivent à Gruissan-Plage qu'en 1955.

#### Gruissan-Plage à l'épreuve des projets de réaménagement de la côte languedocienne
En 1964, en pleine période de réaménagement de la côte languedocienne, un projet d'aménagement implique la destruction totale des chalets de Gruissan, mais la mobilisation locale fait annuler le projet.
À la fin des années 1970, les chalets sont raccordés au tout-à-l’égout communal, les travaux sont terminés en 1981, le sol a été rehaussé de 60 à 80 centimètres. Les chalets cessent alors d’être submersibles, les pilotis n'auront plus jamais les pieds dans l'eau.
Avec l’aménagement de Gruissan-Port programmé dès 1964 et dont les travaux commencent en 1974, une nouvelle orientation touristique s’opère. D'importants équipements ludiques, de services et de commerces, d’équipements publics se développent à Gruissan-Plage. L’offre de location devient rentable. Les chalets sont équipés : nouvelles pièces en rez-de-chaussée, garages, barbecues et espaces verts.

#### Gruissan-Plage aujourd'hui
En 1976, un cahier des charges applicables à la zone des chalets est modifié pour fixer les règles applicables lors des aménagements. La même année, à l’occasion d’une rénovation cadastrale, des numéros sont attribués aux chalets. En 1988, une lettre-circulaire informe les habitants des chalets que des impôts et des taxes sur les actes seront désormais perçus.
Un grand nombre d'entre eux ont perdu beaucoup de leur charme et de leur spécificité, leurs propriétaires ayant bétonné la partie basse et fait disparaître les pilotis. Une digue a également été mise en place. Elle longe la plage, constitue une promenade sur le front de mer, abrite les habitations des hautes eaux d’hiver, mais crée ainsi une séparation entre chalets et plage, éloignant encore le lieu de l'esprit dans lequel il a été conçu.

### Gruissan-Port
La capitainerie est le symbole d'une architecture du XXe siècle. C'est en 1963 que la mission interministérielle d'aménagement touristique du littoral du Languedoc-Roussillon ou « Mission Racine » crée Gruissan. L'État, à l'origine de ce projet, l'a confié à de grands architectes dont Raymond Gleize pour Gruissan. L'œuvre de ces architectes a été destinée à favoriser le dépaysement des vacanciers. C'est en 1976 que le port de Gruissan a connu ses premiers visiteurs. La « Mission Racine » a permis un fort développement de Gruissan puisque la station était constituée de 1 500 hectares de terrains et 50 000 lits contre 400 à 700 hectares pour Le Cap d'Agde.
- Création terminée en 1976, coordonnée par l'architecte Raymond Gleize[62].
- Port de plaisance : 1 650 anneaux sur la Méditerranée dont deux marinas (La Presqu'île et Les Méridiennes) et le bassin Barberousse.
- La capitainerie classée au patrimoine architectural du XXe siècle.
- Port de plaisance nommé « Port exemplaire de France » en février 2016 par le ministère de l'Écologie et du Développement durable.
- Les immeubles en « dos de chameaux », forme censée rappeler le mouvement adouci de la vague qui retombe, ou de la forme floue des dunes de sable sur la plage[62].

### Les plages
- Gruissan-Plage.
- La plage de Mateille est un site naturel classé par le Conservatoire du littoral. Elle est flanquée d'un lac marin dévolu aux activités des planches à voiles et chars à voile. C'est une plage sauvage qui s'étend sur 1,2 km de sable et dispose d'une base nautique où se pratique notamment la planche à voile. Il existe une zone où le naturisme est toléré[63].
- La Vieille Nouvelle (ou plage des Salins ou Salines) est une plage sauvage peu fréquentée et peu connue, excepté par les pratiquants de kitesurf ou de sport nautique car, en période de tramontane, cet endroit devient le lieu le plus venté de Méditerranée selon eux. Il n'y a aucune construction et son accès est difficile. Le naturisme est toléré sur cette plage[64].
- La plage du Grazel, à l'intérieur du port, est une plage artificielle en plein centre-ville de Gruissan. Cette plage est fermée et elle est comparée à un lac. Un seul poste de secours s'y trouve[65].
- La plage des Ayguades est une plage de sable qui s'étend sur 1,5 km. Légèrement en recul, sur l'étang des Ayguades se pratiquent des activités nautiques. Deux postes de secours sont implantés sur la plage des Ayguades. Cette dernière est d'un certain intérêt touristique pour Gruissan car, tout au long de cette plage de sable, des campings et logements saisonniers sont installés. Il existe aussi une plage privée au nord des Ayguades[66].

### Aux alentours
- le cimetière marin : cénotaphes commémoratifs aux marins disparus ;
- la chapelle Notre-Dame-des-Auzils dans le massif de la Clape (restaurée en 1979) : maquettes de bateaux, ex-voto marins, vitraux modernes ;
- le massif de la Clape ;
- les salins et les étangs ;
- l'étang de l'Ayrolle, sur les communes de Gruissan et de Peyriac-de-Mer ;
- l'Établissement littoral antique et médiéval de Saint-Martin-le-Bas ;
- les vignobles ;
- le Pirat' Parc, parc d'attraction ;
- la grotte de la Crouzade, classée monument historique, qui contient des ossements humains de la Préhistoire. Elle est aujourd'hui fermée au public ;
- la nouvelle piscine : « Espace Balnéoludique » ;
- l'espace d'art contemporain « Phare Sud » ;
- l'Institut national de la recherche agronomique ;
- l'Unité expérimentale de l'INRAE dans le domaine de Pech Rouge.

### Personnalités liées à la commune
- Auguste Ambert (Gruissan, 1928 - Narbonne, 2008), joueur international de rugby à XIII ;
- René Bénésis (né en 1944), joueur international de rugby à XV ;
- Lina Bill, de son véritable nom Louis Bonnot, (Gruissan, 1855 - Avignon, 1936), peintre ;
- Héléna Cazaute (née en 1997), joueuse internationale française de volley-ball originaire de la commune ;
- Didier Codorniou (né en 1958), maire de la commune depuis 2001, ancien joueur international de rugby à XV ;
- François Marc Célestin Ferran, lieutenant-colonel commandant du 101e régiment d'infanterie[Note 11],[67]
- René Iché (1897-1954), sculpteur moderne de Montparnasse, fit l'acquisition d'un atelier d'été dans le village, au bord de l'étang en 1949 ;
- Yvan Reverdy (1904-1996), colonel d'Infanterie et résistant, commandeur de la Légion d'honneur, membre de l'Académie de Montauban[68]  (président en 1982-1983), aquarelliste initié par son grand-oncle maternel, Lina Bill ;
- Pierre Richard (né en 1934), comédien, viticulteur à Gruissan ;
- la famille Tiné, grande famille de Gruissan implantée dans le village depuis le début du XXe siècle, a participé à la reconnaissance du village à travers le canton du Narbonnais, et ce grâce à ses représentants tels que Octave Tiné (1906-1983), connu pour avoir été membre de l’orchestre du village, mais aussi les autres membres tels que Simon Tiné, adjoint au maire durant près de cinq décennies ;
- Charles Trenet (Narbonne, 1913 - Créteil 2001), auteur-compositeur-interprète ; auteur de Gruissan, mes amours.

### Héraldique
| Blason de Gruissan | Blason  | D'argent au lion léopardé de gueules accompagné de trois croissants du même. |
| Blason de Gruissan | Détails | Ce blason est celui du dernier archevêque de Narbonne, Arthur Richard Dillon. Les communes d'Alaigne, de Bize-Minervois, de Pieusse et de Routier, qui sont aussi d'anciens fiefs de l'archevêque de Narbonne, ont les mêmes armoiries. Le statut officiel du blason reste à déterminer. |